# سيرجيو دوناتي
سيرجيو دوناتي (بالإيطالية: Sergio Donati)‏ هو كاتب وكاتب سيناريو إيطالي، ولد في 13 أبريل 1933 في روما في إيطاليا.

## وصلات خارجية
- سيرجيو دوناتي على موقع IMDb (الإنجليزية)
- سيرجيو دوناتي على موقع ألو سيني (الفرنسية)
- سيرجيو دوناتي على موقع أول موفي (الإنجليزية)
- سيرجيو دوناتي على موقع قاعدة بيانات الأفلام السويدية (السويدية)
- سيرجيو دوناتي على موقع قاعدة بيانات الفيلم (الإنجليزية)
- سيرجيو دوناتي على موقع كينوبويسك (الروسية)